# Winter Heat
Winter Heat (ウィンターヒート) est un jeu vidéo de sports d'hiver sorti en novembre 1997 sur le système d'arcade Sega Titan Video, puis sur Sega Saturn à partir de février 1998. Le jeu a été développé par Sega AM3 sur ST-V et par Data East sur Saturn, et édité sur cette console par Sega, sauf au Brésil où il a été commercialisé par Tec Toy.
Il fait partie de la série DecAthlete, dont il constitue le deuxième épisode après Athlete Kings et est suivi par Virtua Athlete 2K.

## Système de jeu

### Généralités

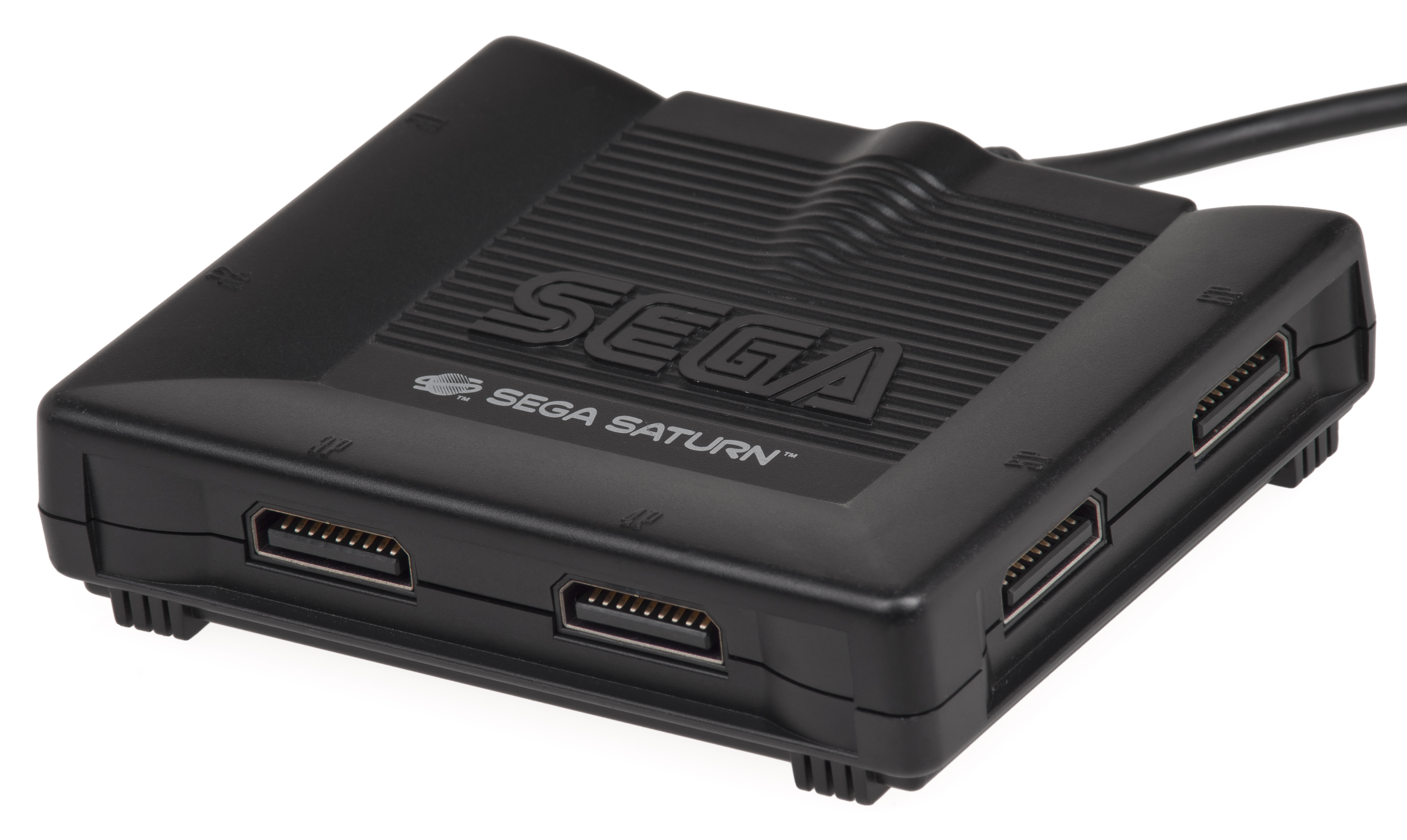
Le Sega Saturn 6 Player Adaptor.

Contrairement à la version Saturn d'Athlete Kings, il est désormais possible à quatre joueurs de s'affronter simultanément sur certains épreuves, grâce au Sega Saturn 6 Player Adaptor de la console,,.

### Disciplines
Winter Heat propose onze épreuves de sports olympiques d'hiver classiques,.
Six d'entre elles concernent le ski : le ski de vitesse (« Speed Skiing »), le saut à ski (« Ski Jumping »), la descente en ski alpin (« Downhill »), le slalom géant (« Slalom »), le ski acrobatique (« Aerial ») et le ski de fond (« Cross-country »).
Deux disciplines se rapportent au patinage : le patinage de vitesse sur piste courte (« Short Track Speed Skating ») et le patinage de vitesse (« Speed Skating »).
Deux autres épreuves consistent à descendre des couloirs de glace étroits en luge (« Skeleton ») et en bobsleigh (« Bobsleigh »).
Enfin, une épreuve de descente en surf des neiges (« Snowboard ») est également proposée.

## Accueil
Winter Heat a reçu de très bonnes notes lors de sa sortie.
Au Royaume-Uni, les journalistes de Sega Saturn Magazine jugent le jeu comme étant « le meilleur auquel ils aient joué depuis longtemps » et le décrivent comme étant supérieur à Athlete Kings, le précédent épisode de la série. Le magazine britannique décrit un jeu « plaisant à jouer et très facile à prendre en main », avec des « graphismes en haute résolution splendides » et « des sensations de vitesse incroyables durant l'épreuve de bobsleigh ».

## Rééditions
Winter Heat a été réédité au sein de la compilation Sega Ages 2500 Series Vol. 15: DecAthlete Collection, sortie le 29 juillet 2004 sur PlayStation 2, uniquement au Japon.